# (6715) Sheldonmarks
(6715) Sheldonmarks est un astéroïde de la ceinture principale.

## Description
(6715) Sheldonmarks est un astéroïde de la ceinture principale. Il fut découvert le 22 août 1990 à l'Observatoire Palomar par Henry E. Holt et David H. Levy. Il présente une orbite caractérisée par un demi-grand axe de 2,67 UA, une excentricité de 0,00 et une inclinaison de 3,5° par rapport à l'écliptique.

## Compléments